# Harue Sato
Harue Sato (født 1. januar 1976) er en tidligere japansk fodboldspiller. Hun har tidligere spillet for Japans kvindefodboldlandshold.

## Japans fodboldlandshold
| Japans landshold | Japans landshold | Japans landshold |
| År               | Kmp              | Mål              |
| ---------------- | ---------------- | ---------------- |
| 2000             | 4                | 1                |
| 2001             | 9                | 3                |
| 2002             | 4                | 0                |
| Total            | 17               | 4                |